# Lili Marleen (pel·lícula de 1981)
Lili Marleen és una pel·lícula de 1981 dirigida per Rainer Werner Fassbinder. El guió va prendre com a base l'autobiogràfica novel·la Der Himmel hat viele Farben (El cel té molts colors) de la cantautora alemanya Lale Andersen. Això no obstant, segons Artur Beul, el seu darrer marit, l'argument de la pel·lícula no té massa a veure amb la vida real de la seva muller.

## Argument
En ple auge del Tercer Reich una relació d'amor impossible neix entre la cantant alemanya Willie i el compositor suís Robert Mendelsson, d'origen jueu.
Robert compagina la seva activitat professional amb una compromesa participació amb un grup clandestí liderat pel seu pare que es dedica a ajudar a alemanys jueus i fugitius del règim nazi. Willie també és invitada a unir-se a aquest grup de resistència, malgrat les suspicàcies per part de la benestant i influent família de Robert, que tem que la cantant no sigui, de fet, una nacionalsocialista.
Willie acaba ajudant a Robert però finalment la parella queda separada perquè el pare de Robert s'ocupa que Suïssa negui l'entrada al país de la cantant.
A Alemanya, el talent de Willie és instrumentalitzat pel règim nazi, i la jove esdevé una rica i famosa cantant gràcies a la cançó Lili Marleen, que sona contínuament a la ràdio i es converteix en un himne pels soldats del front.
Malgrat el seu èxit, Willie no pot oblidar a Robert, el qual acabarà arrestat pels nazis al també intentar reveure a la seva enamorada. Willie es posa aleshores en contacte amb un grup de resistència de Berlín i ajuda a passar clandestinament fotos de camps de concentració cap a Suïssa.
Els dos joves no tenen oportunitat de tornar-se a veure fins acabada la guerra, i quan l'ocasió finalment es presenta ja és massa tard per a la parella perquè Robert s'ha casat amb Myriam i ha esdevingut un popular compositor.

## Repartiment
| Actor / actriu original | Personatge fictici |
| ----------------------- | ------------------ |
| Hanna Schygulla         | Willie             |
| Giancarlo Giannini      | Robert             |
| Mel Ferrer              | David Mendelsson   |
| Karl-Heinz von Hassel   | Henkel             |
| Erik Schumann           | von Strehlow       |
| Hark Bohm               | Taschner           |
| Gottfried John          | Aaron              |
| Karin Baal              | Anna Lederer       |
| Christine Kaufmann      | Miriam             |
| Udo Kier                | Drewitz            |
| Roger Fritz             | Venedor            |
| Adrian Hoven            | Ginsberg           |
| Rainer Will             | Bernt              |
| Raúl Gimenez            | Blonsky            |
| Willy Harlander         | Prosel             |

## Premis i nominacions
De totes les 23 pel·lícules que va dirigir Fassbinder, Lili Marleen va ser l'única en ser escollida per representar Alemanya a la categoria de millor pel·lícula de parla no anglesa als premis Oscar. Això no obstant, la pel·lícula no va superar la pre-selecció de l'acadèmia i, per tant, no va ser nominada.